# RPG Code
RPG Code é uma linguagem de script orientada a objetos, de alto nível, feita especialmente para uso no motor de jogo RPG Toolkit. Ela é muito semelhante à C++, em muitos aspectos. O RPG Code pode se igualar ao RGSS do RPG Maker, em relação ao modo de uso, diferindo, porém, em nomes de comandos e outros. Por questões de compatibilidade, o RPG Toolkit possui uma ferramenta, o RPG Code Updater, que reformata os scripts de um jogo feito numa versão anterior à 3.1.0, e o atualiza para os novos padrões. Os padrões foram mudados, para uma otimização da velocidade do motor de jogo.